# Myst
Myst – gra przygodowa typu wskaż i kliknij zaprojektowana przez braci Robyna i Randa Millerów, wyprodukowana przez Cyan Worlds. Prace nad nią rozpoczęły się w 1991 roku, a wydana została 24 października 1993 na Macintosha.
Remaki i porty gry zostały wydane na platformy Microsoft Windows, Sega Saturn, PlayStation, Jaguar CD, AmigaOS, CD-i, 3DO Interactive Multiplayer, PlayStation Portable, Nintendo DS oraz iOS przez wydawców: Midway, Sunsoft i Mean Hamster Software.
Myst pozwala graczowi wcielić się w rolę nieznanego człowieka, który za pomocą specjalnej księgi przeniósł się na wyspę zwaną Myst. Tam gracz używa innych ksiąg napisanych przez pisarza i badacza Atrusa, aby podróżować do innych, niezwykłych światów zwanymi Wiekami (ang. Ages). Poszlaki znalezione w każdym Wieku pomagają poznać historię wyspy i jej mieszkańców. Gra może zakończyć się na kilka sposobów, w zależności od poczynań gracza.
Po wydaniu Myst stał się niespodziewanym hitem, chwalonym przez krytyków za zdolność gry do pochłonięcia graczy w fikcyjnym świecie. Gra znalazła się na pierwszym miejscu listy najlepiej sprzedających się gier wszech czasów (ponad 3,5 miliona sprzedanych egzemplarzy), aż do ukazania się The Sims w 2000 r. Myst przyczynił się do zwiększenia się popularności nowego rodzaju zapisu danych, jakim była wtedy płyta CD-ROM. Sukces Mysta zaowocował czterema kontynuacjami oraz kilkoma spin-offowymi grami i powieściami. Remake gry ukazał się w 2020 roku. 